# Melanocit
Melanociti so celice, ki se nahajajo v bazalni plasti vrhnjice (epidermisa), žilni plasti očesa (uvea), notranjem ušesu,, možganskih ovojnicah, kosteh, in srcu ter proizvajajo pigment melanin, ki je odgovoren za barvo kože, las in oči ter ščiti te strukture pred ultravijolično svetlobo (UV).

## Morfološke značilnosti
Melanociti so razvejane celice (so torej dendritične celice) z okroglim jedrom in evkromatinom, ležijo pa v bližini bazalne lamine, na katero so pritrjeni s hemidezmosomi. Imajo vse značilnosti sekrecijskih celic, tj. dobro vidni so endoplazemski retikulum, Golgijev aparat in mitohondriji. Podaljški celične membrane (plazmaleme) se razvejujejo med bazalnimi celicami in lahko segajo do trnaste plasti vrhnjice. V celicah so prisotni tudi specifični, z membrano obdani organeli, imenovani melanosomi, ki vsebujejo melanin.
Tipično se na kvadratni milimeter (mm2) kože nahaja med 1.000-2.000 melanocitov. Na bazalni plasti vrhnjice predstavljajo 5-10 % vseh celic. Čeprav je njihova velikost variabilna, v povprečju merijo 7 μm v dolžino.

## Funkcije
Glavni produkt melanocitov je melanin, ki daje barvo koži, lasem in očem. Barva kože je odvisna od števila in velikosti melanosomov in ne od rase ter spola, barva oči pa od količine melanina v stromi (rahlo ožiljeno vezivo) in pigmentnem epiteliju šarenice ter od števila oz. gostote melanocitov v stromi. Melanosomi se preko podaljškov prenesejo do keratinocitov. Melanin nato v obliki kapice pokrije zgornji pol jedra in na ta način ščiti jedrno DNK pred škodljivim učinkom UV svetlobe.